# Coppa Italia (softball)
La Coppa Italia di Softball è disputata per la prima volta nel 1990; vi partecipano tutte le squadre iscritte alla serie A1. La squadra vincitrice del trofeo acquisisce il diritto a disputare l'anno successivo la Coppa delle Coppe (Cup Winners of Cup) organizzata dalla Federazione Europea Softball.
La vincitrice dell'edizione 2012 è il Caserta Softball, che nella Final Four disputata a Casteldebole (BO) supera in semifinale il Rhibo La Loggia (2-0) e in finale batte l'Unione Fermana con il largo punteggio di 15-0.
Con la vittoria della Coppa Italia il Caserta mette a segno per la seconda volta l'accoppiata scudetto-coppa nazionale, bissando il risultato del 2009.
La squadra casertana succede al Museo d'Arte Nuoro, che nel 2011 si era aggiudicata il concentramento finale per la rinuncia delle altre 3 squadre partecipanti.
Nel 2013 si è aggiudicato il trofeo il Fiorini Forlì, giunto al suo sesto titolo in questa competizione. Le romagnole hanno superato nella finale il La Loggia, fresco campione d'Italia, col punteggio di 6 a 2.
Il 2014 registra un nuovo successo delle forlivesi ( il settimo ) che sul diamante di casa superano prima in semifinale il Bussolengo e poi in finale il Bollate. Entrambi gli incontri vinti per manifesta superiorità coi punteggi di 10 a 1 e 7 a 0.

## Albo d'Oro
| Edizione | Vincitore                |
| 1990     | Robuschi Parma           |
| 1991     | Cus Genova               |
| 1992     | Mapier Bologna           |
| 1993     | Liburnia Livorno         |
| 1994     | Liburnia Livorno         |
| 1995     | NewFood Bussolengo       |
| 1996     | MKF Bollate              |
| 1997     | MKF Bollate              |
| 1998     | Thermobus Bologna        |
| 1999     | Softball Rimini          |
| 2000     | Italpaghe Forlì          |
| 2001     | Caggiati Langhirano      |
| 2002     | Avesani Bussolengo       |
| 2003     | Fiorini Forlì            |
| 2004     | Fiorini Forlì            |
| 2005     | Fiorini Forlì            |
| 2006     | BSC Legnano              |
| 2007     | BSC Legnano              |
| 2008     | BSC Legnano              |
| 2009     | ASD Caserta              |
| 2010     | Fiorini Forlì            |
| 2011     | Museo d'arte Nuoro       |
| 2012     | ASD Caserta              |
| 2013     | Fiorini Forlì            |
| 2014     | Fiorini Forlì            |
| 2015     | BSC Legnano              |
| 2016     | Softball Forlì           |
| 2017     | MKF Bollate              |
| 2018     | Poderi dal Nespoli Forlì |
| 2019     | MKF Bollate              |
| 2022     | Saronno Softball         |
| 2023     | Saronno Softball         |
| 2024     | Saronno Softball         |

## Vittorie per club
| Club               | Vittorie |
| ------------------ | -------- |
| Forlì              | 9        |
| BSC Legnano        | 4        |
| Bollate            | 4        |
| Saronno Softball   | 3        |
| DES Caserta        | 2        |
| Bologna            | 2        |
| Livorno            | 2        |
| Bussolengo         | 2        |
| Parma              | 1        |
| Genova             | 1        |
| Rimini             | 1        |
| Langhirano         | 1        |
| Museo d'arte Nuoro | 1        |